# Lariza Montiel Luis
Lariza Montiel Luis (Saltillo, Coahuila; 23 de mayo de 1975) es una abogada y política mexicana, miembro del Partido Acción Nacional. Fue diputada federal suplente durante la LX Legislatura del Congreso de la Unión de México.

## Trayectoria
Lariza Montiel estudió Derecho en la Universidad Autónoma de Coahuila y también tiene un diplomado en Derecho Administrativo por la misma universidad. Tiene una maestría en Derecho Administrativo por la  Universidad Panamericana. Ha sido defensora de oficio en materia penal en segunda instancia en Chihuahua.

### Trayectoria política
Miembro activo del PAN desde 2004, Lariza Montiel ya había participado en su partido como Directora de asuntos electorales en el PAN de Coahuila y Directora del área jurídica electoral en el CEN de su partido. También ha sido asesora de la representación del PAN ante el Consejo General del IFE (hoy INE) y representante suplente de su partido ante el mismo consejo.
También ha sido directora general adjunta de quejas, denuncias e investigaciones de la Secretaría de la Función Pública y Coordinadora de Programas Gubernamentales y Consolidación Estratégica de Pemex.
Es coautora del documento de trabajo (junto con Jones Claudio, Martínez Claudia y Mena Amalia): Las alianzas político electorales del PAN en los tiempos de la competitividad: hacia un análisis comparativo, Fundación Rafael Preciado Hernández. También ha impartido conferencias sobre la Reforma energética.

### Diputada federal suplente
El 10 de junio de 2008 el presidente nacional del PAN, Germán Martínez Cázares, nombró como Secretario General del partido al diputado federal Rogelio Carbajal Tejada, el CEN del partido ratificaría su nombramiento. La Cámara de Diputados de México le concedió la licencia el 2 de septiembre de 2008 y Lariza Montiel Luis ocupó su lugar como suplente.
En la LX Legislatura, Lariza Montiel se desempeñó como integrante de la Primera Comisión de Trabajo, de la Comisión de Puntos Constitucionales, de la Comisión especial encargada de vigilar el uso de los recursos públicos federales, estatales y municipales en el proceso electoral 2009 y también del Comité del Centro de Estudios Sociales y de Opinión Pública. También se desempeñó como Secretaria en la Comisión de Función Pública.

### Diputada local
El 21 de mayo de 2014, Lariza Montiel se registró como candidata por el PAN a diputada local del XVI Distrito Local con cabecera en Piedras Negras, Coahuila para las Elecciones estatales de Coahuila de 2014 sin lograr la victoria. A pesar de haberse colocado en el segundo lugar de la lista de diputados plurinominales de su partido, el PAN solo tuvo derecho a un solo diputado plurinominal, Jesús de León Tello, quien se encontraba en el primer lugar de diputados plurinominales.
Sin embargo, el pleno de la Sala Regional de Monterrey del Tribunal Federal Electoral (TRIFE) falló a favor del PAN, quien alegó que el Partido Revolucionario Institucional tenía una sobre representación al haber ganado todos los distritos de mayoría relativa y haber postulado diputados del PRI en partidos minoritarios que habrían conseguido lugares en la lista plurinominal. Por lo tanto, el PAN logró obtener 4 lugares en la lista de plurinominales en lugar de uno. Lariza Montiel pudo obtener un lugar para la LX Legislatura del Congreso de Coahuila pero ahora en el primer lugar de la lista de plurinominales de su partido, desplazando a Jesús de León al segundo lugar de la lista ya que, el TRIFE también determinó que la mujer debía de tener prioridad al buscar un cargo de elección popular. Por eso, el Tribunal modificó la lista de diputados plurinominales logrando que el Congreso de Coahuila se convirtiera en el primero en México con una mayoría femenina, ya que la legislatura que entrará en funciones el 1 de enero de 2015 estará conformada ahora por 13 mujeres y 12 hombres.